# Терзиев, Георгий
Георгий Илков Терзиев (болг. Георги Илков Терзиев; род. 18 апреля 1992, Сливен, Болгария) — болгарский футболист, защитник клуба «Лудогорец». Выступал за национальную сборную Болгарии.

## Карьера

### Клубная
Георгий Терзиев начинал карьеру футболиста в команде «Сливен-2000» из своего родного города. Позже он переехал в Бургас для вступления в состав молодёжной команды «Нафтекс». В основном составе Терзиев дебютировал 8 марта 2008 года в возрасте 15 лет. В апреле футболистом заинтересовался «Ньюкасл Юнайтед». 3 апреля Терзиев проходил смотр в клубе.
В 2009 году игрок заключает контракт с «Черноморцем» из Бургаса. Дебютировал в составе команды 29 августа того же года. 12 августа 2013 года Терзиев перешёл в разградский «Лудогорец». 26 ноября 2014 года забил гол в ворота «Ливерпуля» на 88-й минуте матче группового этапа Лиги чемпионов УЕФА 2014/2015, добыв, тем самым, ничью для своей команды (2:2).

### В сборной
Терзиев дебютировал в составе национальной сборной Болгарии 7 октября 2011 года в товарищеском матче со сборной Украины.

## Достижения
«Лудогорец»
- Чемпион Болгарии (2): 2013/14, 2014/15
- Обладатель кубка Болгарии (1): 2013/14
- Обладатель Суперкубка Болгарии (1): 2014